# 纽斯特德
纽斯特德（英語：Newstead）是位于美国纽约州伊利县的一个镇，地处伊利县东北部、布法罗东北。2010年美国人口普查时，该镇有8594人。1823年，纽斯特德镇正式建立。其名称源于英国的纽斯特德修道院。